# Leiosalpinx australis
Leiosalpinx australis är en mossdjursart som först beskrevs av George Busk 1884.  Leiosalpinx australis ingår i släktet Leiosalpinx och familjen Leiosalpingidae. Inga underarter finns listade i Catalogue of Life.